# 兪正声
兪 正声（ゆ せいせい、簡体字：俞 正声、繁体字：兪 正聲、英語：Yu Zhengsheng、発音：ユー・ヂョンシェン、1945年4月5日 - ）は、中華人民共和国の政治家。第8代中国人民政治協商会議主席、第18期中国共産党中央政治局常務委員（序列は7人中4位）を歴任した。父は元第一機械工業部長（大臣）の兪啓威、妻の父は元国防科工委副主任の張震寰で、太子党に属する。漢族である。

## 経歴
1945年4月5日に陝甘寧辺区延安にて、初代天津市長で後に第一機械工業部長となった兪啓威の三男として誕生する。なお本籍は浙江省紹興県である。1958年2月に兪正声が12歳の時に父は亡くなる。1963年にハルビン軍事工程学院ミサイル工程系弾道ミサイル自動制御専攻に入学した。1964年11月に中国共産党に入党。1968年にハルビン軍事工程学院を卒業し、河北省張家口市の工場に就職した。文化大革命期は兪正声一家も迫害を受け、兪正声の妹を含む親族6・7名を失っている。1975年、第四機械工業部電子技術普及応用研究所に移り、技術員・工程師（エンジニア）として勤務。1981年、同研究所副総工程師となる。1982年、電子工業部に入り、電子技術普及応用研究所副所長、コンピューター工業管理局系統第2処処長・副総工程師兼マイクロ機管理部主任、計画司副司長を歴任する。なお1983年に電子工業部長（大臣）として父の兪啓威の第一機械工業部長時代の部下である江沢民が就任しており、兪正声は後に党総書記（最高指導者）となる江沢民と知己を得たことになる。
1984年に中国身体障害者福利基金会に移り、同会の責任者・副理事長・党組成員となる。同僚の副理事長には当時の最高指導者である鄧小平の息子で、文化大革命で受けた迫害で自身も身体障害者となった鄧樸方がおり、兪正声は鄧樸方と親交を深めた。1985年1月から3月にかけて康華実業公司総経理代理を務める。
1985年3月に山東省煙台市党委員会副書記に就任。翌年には実兄で当時国家安全部外事局長だった兪強声がアメリカ合衆国に亡命するという事件が起きた。兪正声はキャリアを失いかけたが、鄧樸方と密接な関係を持っていたことから失脚を免れた。1987年には煙台市長を兼任する。1989年、同省青島市に転任し、同市党委副書記・副市長、市長を歴任した。1992年、山東省党委常務委員兼青島市党委書記・青島市長となる。同年10月の第14回党大会で党中央候補委員に選出される。1994年に青島市党委書記在職のまま、市長職を退任。市党委員会書記として青島市のトップの地位にあった兪正声は青島ビールやハイアールの家電を海外で最も知られる中国ブランドに育てるのに貢献した。
1997年9月の第15回党大会で党中央委員に選出された兪正声は、建設部に移り、常務副部長（副大臣級）・党組書記に就任した。翌1998年3月18日に朱鎔基内閣の建設部長（大臣）に任命される。2001年12月7日に党中央の決定により、湖北省党委員会書記に就任した。これにより12月29日に建設部長を退任する。2002年2月27日、湖北省人民代表大会常務委員会主任を兼任。同年11月15日に第16期党中央委員会第1回全体会議（第16期1中全会）で胡錦濤指導部が発足すると、兪正声は同会議において党中央政治局委員に選出され、引き続き湖北省党委書記・同省人代常務委主任を兼任する。翌年には湖北省人代常務委主任を辞任した。
2007年10月22日に第17期1中全会で党中央政治局委員に再選。同会議で中央政治局常務委員会入りした習近平から上海市党委員会書記の職を引き継ぐ。上海市は引退後も中国政界に強い影響力を振るう江沢民の牙城であり、上海を守る兪正声は「江沢民一番のお気に入り」とされた。上海市党委書記在職中は、2010年の上海万博を無事成功させるなどの功績がある一方、58人が死亡した高層マンション火災で批判を受けた。
2012年11月15日に第18期1中全会が開催され、兪正声と同じ太子党に属する習近平が党総書記（最高指導者）の地位に就き、兪正声は党中央政治局常務委員に選出された。兪正声は新指導部内で習近平を補佐する役割を担うことになる。しかし、兪正声の政治局常務委員昇格については、政治局常務委員の年齢制限である就任時68歳に近いこと、そして実兄の亡命事件などから反対論もあった。しかし、上海閥の総帥である江沢民や、兪正声と同じ太子党である鄧樸方の強い後押しで、兪正声は政治局常務委員として最高指導部入りを果たしたという。
2013年3月11日に中国人民政治協商会議第12期全国委員会第1回会議において全国政治協商会議主席に選出される。

## 政治姿勢
兪正声は慎重な政治スタイルをとっている。上海市党委書記在職中の2011年6月、上海交通大学で講演した兪正声は、政治局委員の月給が1万1千元で、「煙草も洋服も自分で買っている」と清貧さを強調した。また、2012年11月の第18回党大会期間中に行われた記者会見では、「自分の子供に対して上海市の職員と市内の企業と関わることを禁じている」と述べた。また、自身が資産公開を求められた場合にはそれに応じるとも述べている。しかし、所有している時計はスイスの高級時計メーカーであるパテック・フィリップの最高級品で、288万元（約4,320万円）のモデルを身に付けている。